# دیوید سیج
دیوید سیج (انگلیسی: David Sage) یک هنرپیشه اهل ایالات متحده آمریکا است. وی بین سال‌های ۱۹۸۰ تا ۲۰۰۲ میلادی فعالیت می‌کرد.
از فیلم‌ها یا مجموعه‌های تلویزیونی که وی در آن‌ها نقش داشته‌است می‌توان به کانیبال هولوکاست، بال غربی و پیشتازان فضا: نسل بعدی اشاره نمود.